# Mihovil Klapan
Mihovil-Jeronim Klapan (Zara, 27 marzo 1995) è un calciatore croato, centrocampista della Lokomotiva Rijeka.

## Carriera

### Club
Il 6 settembre 2018 viene acquistato a titolo definitivo dalla squadra slovacca dello Senica.

## Palmarès

### Club

#### Competizioni nazionali
- Coppa di Bulgaria: 1

Lokomotiv Plovdiv: 2019-2020
- Supercoppa di Bulgaria: 1

Lokomotiv Plovdiv: 2020